# Ptycerata busckella
Ptycerata busckella är en fjärilsart som beskrevs av Charles Russell Ely 1910. Ptycerata busckella ingår i släktet Ptycerata och familjen stävmalar. Inga underarter finns listade i Catalogue of Life.